# بيل هوتون
بيل هوتون هو لاعب هوكي الجليد كندي، ولد في 28 يناير 1910 في كالغاري في كندا، وتوفي في 1 مارس 1974 في فانكوفر في كندا.

## وصلات خارجية
- بيل هوتون على موقع دوري الهوكي الوطني (الإنجليزية)
- بيل هوتون على موقع قاعة مشاهير الهوكي (لاعب أن.إتش.أل) (الإنجليزية)
- بيل هوتون على موقع EliteProspects.com (الإنجليزية)
- بيل هوتون على موقع HockeyDB.com (الإنجليزية)
- بيل هوتون على موقع Hockey-Reference.com (الإنجليزية)